# Dionysia cristagalli
Dionysia cristagalli är en viveväxtart som beskrevs av Liden. Dionysia cristagalli ingår i dionysosvivesläktet som ingår i familjen viveväxter. Inga underarter finns listade i Catalogue of Life.

## Bilder

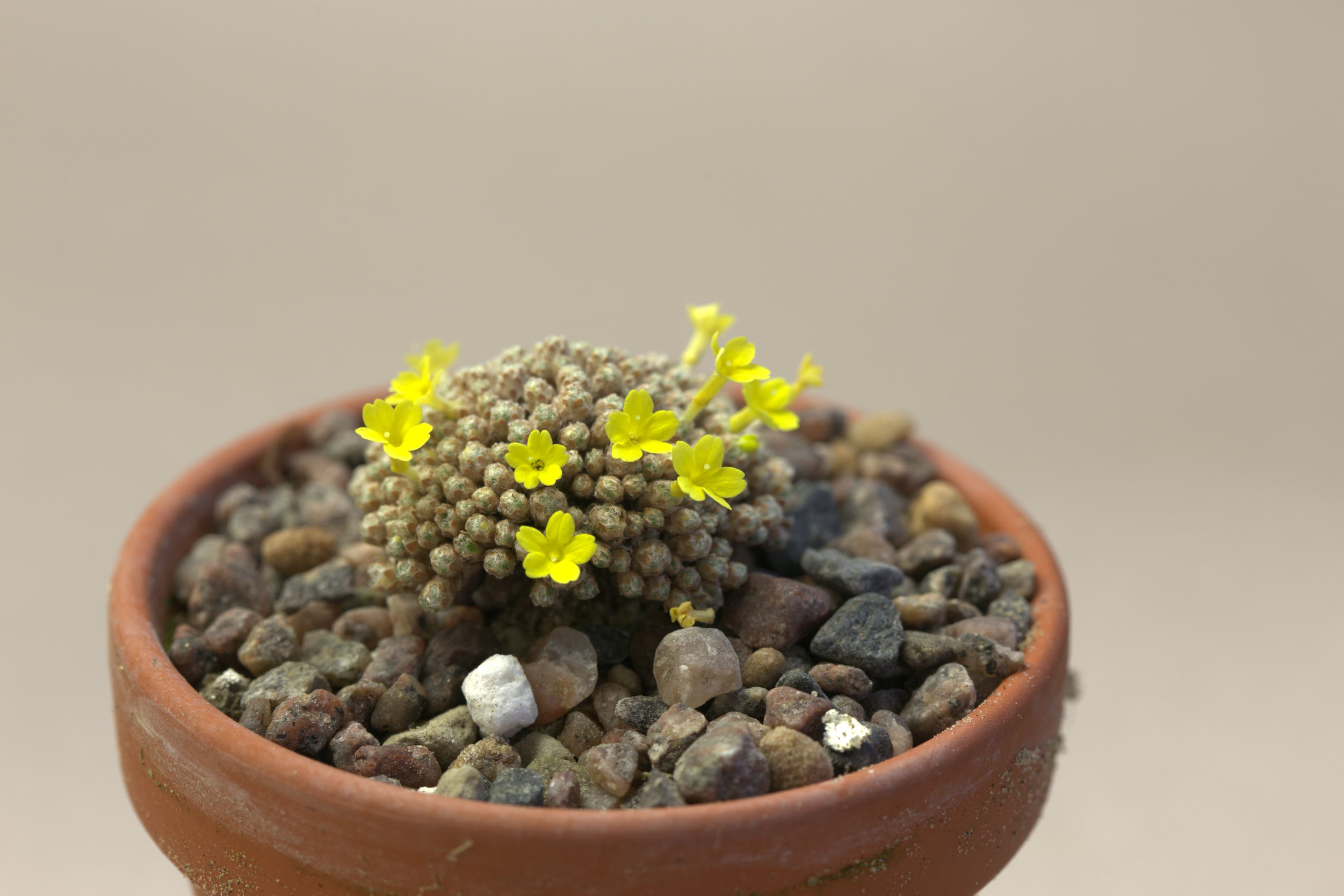